# Tepantícpac
Tepantícpac är en ort i Mexiko.   Den ligger i kommunen Zongolica och delstaten Veracruz, i den sydöstra delen av landet, 250 km öster om huvudstaden Mexico City. Tepantícpac ligger 1 140 meter över havet och antalet invånare är 310.
Terrängen runt Tepantícpac är huvudsakligen bergig, men åt sydväst är den kuperad. Runt Tepantícpac är det ganska tätbefolkat, med 199 invånare per kvadratkilometer. Närmaste större samhälle är Zongolica, 13,4 km norr om Tepantícpac. I omgivningarna runt Tepantícpac växer huvudsakligen savannskog.